# Mass Effect (Computerspiel)
Mass Effect ist ein Action-Rollenspiel und der erste Teil der Reaper-Trilogie im Mass-Effect-Universum. Das Spiel wurde vom kanadischen Entwicklerstudios BioWare zuerst für die Xbox 360 entwickelt und von Microsoft herausgebracht. Später wurde das Spiel zusätzlich auf den PC portiert. Im Zuge der Spielesammlung Mass Effect Trilogy, welche die ersten drei Titel der Mass-Effect-Reihe enthält, wurde das erste Mass Effect auch erstmals für die PlayStation 3 veröffentlicht.
Im Spiel schlüpft der Spieler in die Rolle des wahlweise weiblichen oder männlichen Menschen Commander Shepard, um die außerirdische Rasse der Reaper zu bekämpfen, die das intelligente Leben der gesamten Galaxie auszulöschen droht.

## Handlung

### Vorgeschichte
Die Handlung beginnt im Jahr 2183. 35 Jahre zuvor hatte die Menschheit auf dem Mars Artefakte und Ruinen der Protheaner, einer offenbar ausgestorbenen, aber technologisch extrem weit fortgeschrittenen Zivilisation, entdeckt. Nach der Untersuchung und Entschlüsselung der protheanischen Artefakte konnten die Menschen schließlich Raumfahrtantriebe mit Überlichtgeschwindigkeit entwickeln und entdeckten auch die Massenportale, mit denen sie schnell in andere Planetensysteme reisen können. Kurz darauf wurden zahlreiche menschliche Kolonien innerhalb der Milchstraße errichtet.
Im Jahr 2157 trafen Menschen erstmals auf eine intelligente außerirdische Spezies, die Turianer. Es kam zum sogenannten Erstkontaktkrieg, der jedoch kurz darauf auf Intervention des Citadel-Rats beendet wird. Die Citadel ist eine Raumstation im Serpent-Nebel, die als Sitz einer intergalaktischen Weltregierung dient. Die einflussreichsten Spezies, Asari, Turianer und Salarianer, sind mit einem eigenen Ratsherren im Citadel-Rat vertreten, weniger einflussreiche Spezies versuchen in der Regel ihre Interessen durch eine Botschaft auf der Citadel wahren zu lassen. Die Menschheit entsendet daraufhin ebenfalls einen eigenen Botschafter und versucht sich in die intergalaktische Gesellschaft friedlich zu integrieren. Da die Menschen aber zu den am stärksten expandierenden und aufstrebendsten Völkern der Citadel gehören, begegnen ihnen insbesondere die Turianer mit einem gewissen Misstrauen.

### Handlung des Spiels
Auf der menschlichen Kolonie Eden Prime wird im Jahr 2183 ein unbekanntes Artefakt der Protheaner gefunden. Der Spielercharakter Commander Shepard, der wahlweise männlich oder weiblich sein kann, befindet sich als Soldat in geheimer Mission des Citadel-Rates an Bord eines Fregattenprototyps genannt „SSV Normandy“, ein Raumschiff der menschlichen Allianz, um das Artefakt zu bergen. Die Mission dient neben der Bergung auch dem Ziel, Shepard als möglichen Kandidaten für die Citadel-Spezialeinheit der Spectres (Special Tactics and Reconnaissance) zu prüfen. Mitglieder dieser Einheit sind Elitesoldaten, deren Aufgabe darin besteht, Frieden und Stabilität in der Galaxie zu wahren. Sie verfügen über besondere Vollmachten und ein hohes Ansehen, einzig vor dem Citadel-Rat müssen sie sich rechtfertigen, von dem sie ebenfalls Aufträge erhalten können. Durch die erstmalige Aufnahme eines Menschen in die Spezialeinheit erhofft sich die Allianz einen Bedeutungszuwachs unter den Citadel-Völkern.
Bei Ankunft der Normandy wird Eden Prime jedoch von den Geth unter der Führung des Turianers und langjährigen Spectres Saren angegriffen, welcher versucht, das Artefakt in seinen Besitz zu bringen. Die Geth sind eine vom Volk der Quarianer als Diener erschaffene kybernetische Rasse, die sich gegen ihre Schöpfer wandten und diese ins Exil trieben. Shepard kann sie mit seiner Einheit zwar an der Entwendung des Artefakts hindern, doch zerstört sich dieses selbst, als Shepard ihm zu nahe kommt. Dabei brennen sich ihm Visionen ins Bewusstsein, die von der Zerstörung von Planeten und aller darauf lebenden Bewohner künden. Im Verlauf des Spiels stellen sich diese als Warnung der Protheaner vor den Angriffen einer technisch weit fortgeschrittenen Rasse, die nur als „die Reaper“ bezeichnet wird, heraus.
Nachdem der anfangs skeptische Citadel-Rat durch das Aufbringen weiterer Beweise vom Verrat Sarens überzeugt werden kann, wird Shepard die Aufnahme als Spectre zugestanden und er erhält den Auftrag, Sarens Plan, mithilfe der Reaper die Galaxie ins Verderben zu stürzen, zu verhindern. Zu seiner Unterstützung rekrutiert er mehrere Begleiter, die zum Teil auch nicht-menschlicher Herkunft sind und ihm auf seinen Missionen zur Seite stehen. Nach einiger Zeit wird Shepard nach Virmire geschickt, wo er auf Saren trifft und erfährt, dass dieser nur ein Handlanger eines riesigen Raumschiffs, der Sovereign, ist. Wie sich herausstellt ist das mächtige Raumschiff, ähnlich wie die Geth, eine kybernetische Lebensform und ein Vertreter der Reaper.
Shepard erfährt schließlich vom Planeten Ilos, einer ehemaligen Rückzugsstätte der Protheaner, auf dem sich eine Einrichtung namens „Die Röhre“ befinden soll, mit der Saren die Ankunft der Reaper einzuleiten plant. Auf Ilos finden Shepard und dessen Crew ein 50.000 Jahre altes protheanisches Hologramm, welches sie über die Herkunft der Massenportale und der Citadel aufklärt. Diese wurden einst von den Reapern erbaut, mit der Absicht, dass zukünftig alle nachfolgenden intelligenten Lebensformen diese als zentralen Ausgangspunkt ihrer galaxisweiten Operationen nutzen und sich entlang der Reiserouten der Massenportale ausdehnen würden. Die Citadel selbst entpuppt sich als riesiges Massenportal, welches es den Reapern ermöglicht, aus ihrem weit entfernten Rückzugsort außerhalb der Milchstraße ins Herz der galaktischen Zivilisation zu gelangen. Seither war es stets der erste Schritt der Reaper, die galaktische Zentralorganisation auf der Citadel auszulöschen und die daraufhin führerlos gewordenen biologischen Lebensformen systematisch auszulöschen. Dieser Vorgang wiederholt sich nach den Angaben des Hologramms immer dann, wenn sich die Lebewesen der Galaxie technologisch weit genug entwickelt hatten um synthetisches Leben zu erschaffen. Dieses Schicksal widerfuhr als letztes der Rasse der Protheaner und erklärt ihr plötzliches Verschwinden.
Einer kleinen Gruppe protheanischer Wissenschaftler gelang es jedoch kurz vor ihrer Vernichtung, das Citadel-Massenportal für zukünftige Befehle der Reaper zu blockieren. Daher war es den Reapern zum Zeitpunkt der Spielhandlung nicht möglich, nach dem gewohnten Muster vorzugehen. Stattdessen musste die Sovereign vorausgeschickt werden, um das Citadel-Portal manuell zu aktivieren. Mit Hilfe ihrer überlegenen Fähigkeiten indoktrinierte Sovereign Saren und raubte ihm so seinen freien Willen, um die für die Ankunft notwendigen Schritte durchzuführen.
Saren flieht von Ilos durch die „Röhre“ (einer kleinen Version eines Massenportals, das von den letzten Protheanern erbaut wurde) zur Citadel, um dort das Massenportal für die Reaper zu aktivieren, wird jedoch von Shepard verfolgt und schließlich besiegt. Währenddessen tobt vor der Citadel eine Schlacht zwischen Sovereign, den Geth und der Citadel-Flotte. Durch die Unterstützung der Allianz gelingt es der Flotte letztendlich Sovereign zu zerstören und so die Invasion der Reaper vorerst aufzuhalten. Abhängig von den Entscheidungen des Spielers überlebt der Citadel-Rat und bietet den Menschen aus Dankbarkeit einen vollwertigen Platz im Rat an oder der Rat kommt ums Leben und die Menschen übernehmen die Kontrolle über die Citadel.

## Charaktere
Bioware konnte für die englische Version viele bekannte Schauspieler als Sprecher verpflichten, teilweise sind auch in der deutschen Version die jeweiligen Synchronsprecher zu hören.
| Name                     | Geschlecht | Rasse     | Klasse                    | Sprecher (englisch) | Sprecher (deutsch)       | Rolle                    |
| ------------------------ | ---------- | --------- | ------------------------- | ------------------- | ------------------------ | ------------------------ |
| Commander Shepard        | männlich   | Mensch    | wählbar                   | Mark Meer           | Herbert Schäfer          | Spielercharakter         |
| Commander Shepard        | weiblich   | Mensch    | wählbar                   | Jennifer Hale       | Nicole Boguth            | Spielercharakter         |
| Ashley Madeline Williams | weiblich   | Mensch    | Soldat                    | Kimberly Brooks     | Isabella Bartdorff       | Begleiter                |
| Kaidan Alenko            | männlich   | Mensch    | Wächter                   | Raphael Sbarge      | Daniel Sellier           | Begleiter                |
| Liara T’Soni             | [ Anm. 1 ] | Asari     | Asari-Wissenschaftler     | Ali Hillis          | Christine Stichler       | Begleiter                |
| Urdnot Wrex              | männlich   | Kroganer  | Kroganischer Kampfmeister | Steve Barr          | Stefan Müller-Ruppert    | Begleiter                |
| Tali'Zorah nar Rayya     | weiblich   | Quarianer | Quarianische Maschinistin | Liz Sroka           |                          | Begleiter                |
| Garrus Vakarian          | männlich   | Turianer  | Turianischer Infiltrator  | Brandon Keener      | Ronald Spiess            | Begleiter                |
| Jeff „Joker“ Moreau      | männlich   | Mensch    | –                         | Seth Green          | Hubertus von Lerchenfeld | Normandy-Crew (Pilot)    |
| Dr. Chakwas              | weiblich   | Mensch    | –                         | Carolyn Seymour     | Cornelia Bitsch          | Normandy-Crew (Bordarzt) |
| David Anderson           | männlich   | Mensch    | –                         | Keith David         | Thomas Rauscher          | Allianz-Captain          |
| Saren Arterius           | männlich   | Turianer  | –                         | Fred Tatasciore     | Kai Taschner             | Abtrünniger Spectre      |
| Matriarchin Benezia      | [ Anm. 1 ] | Asari     | –                         | Marina Sirtis       |                          | Asari-Matriarchin        |

1. 1 2  Asari haben weibliche Körper, sind aber sowohl männlich als auch weiblich

## Spielprinzip
Wie in vielen Rollenspielen üblich erstellt der Spieler zu Beginn einen Spielcharakter, der wahlweise männlich oder weiblich sein kann. Ein Gesichtseditor erlaubt zahlreiche Einstellungsmöglichkeiten für ein individuelles Aussehen der Spielerfigur. Der Nachname Shepard ist vorgegeben und dient in Dialogen zur Anrede. Der Vorname kann individuell bestimmt werden. Der Spieler wählt aus jeweils drei Vorschlägen eine Hintergrundbiografie und ein psychologisches Profil seiner Figur, die beide Einfluss auf die Wahrnehmung Shepards im Spielverlauf haben. Weiterhin entscheidet sich der Spieler für eine von sechs verschiedene Charakterklassen, denen zwölf unterschiedliche Talente zugeordnet sind: zwei klassenübergreifend einheitliche Talente (Einschüchtern, Schmeicheln), ein klassenspezifisches (benannt nach der Klasse) und aus einer Auswahl von 21 Talenten neun für jede Klasse vorgegebene Fähigkeiten, wobei vier hiervon erst bei entsprechender Charakterentwicklung aktiviert werden können. Die Zahl der Talente erhöht sich für Shepard im späteren Spielverlauf handlungsbedingt nochmals um zwei weitere auf 14. Im Verlauf des Spiels stehen zudem sechs Begleiter zur Auswahl. Im Gegensatz zu Shepard besitzen diese lediglich neun Fähigkeiten, acht aus demselben Pool wie Shepard und eine charakterspezifische. Dieser Talentpool lässt sich dabei in drei Bereiche aufteilen: Waffensysteme, Technik und Biotik. Zu den technischen Fähigkeiten zählen u. a. das Dechiffrieren elektronischer Schlösser oder Erste Hilfe. Bei Biotik handelt es sich um paranormale Fähigkeiten, mit denen bspw. Gegner telekinetisch umgestoßen oder Schutzschirme kurzzeitig verstärkt werden können. Durch das Erfüllen von Aufträgen und durch das Töten von Gegnern erhält der Spieler Erfahrungspunkte, die beim Erreichen gewisser Punktegrenzen einen Stufenaufstieg auslösen. Dadurch erhält jeder Charakter Talentpunkte, die der Spieler in den Ausbau und die Verbesserung der Talentwerte investieren kann.
Das Spiel teilt sich in hauptsächlich zwei Spielbereiche, Außenmissionen und den Aufenthalt auf dem vom Spieler befehligten Raumschiff Normandy. Innerhalb des Raumschiffs agiert Shepard allein. Er kann sich mit Crewmitgliedern oder Begleitercharakteren unterhalten und erhält auf diese Weise mehr Hintergrundinformationen über Ereignisse und die Personen selbst. Im Laufe des Spiels bestehen unter gewissen Umständen verschiedene Möglichkeiten einer Romanze zwischen Shepard und einem Begleitcharakter. Auf einer taktischen Weltraumkarte im Raumschiff können verschiedene Sonnensysteme innerhalb der Milchstraße angeflogen, Planeten untersucht und Bodenerkundungen initiiert werden. Missionsaufträge erhält der Spieler zumeist auf der Raumstation Citadel oder anhand einer Zwischensequenz als Funkspruch auf der Kommandobrücke der Normandy.
Missionen und Außenoperationen auf Planetenoberflächen oder der Raumstation Citadel werden in einer als Squad bezeichneten Gruppe durchgeführt. Vor Verlassen des Raumschiffs legt sich der Spieler dafür auf zwei Begleiter für die Spielerfigur Shepard fest. Planetenerkundungen beginnen üblicherweise mit dem Aussetzen eines Bodenfahrzeugs namens Mako. Das Mako erlaubt eine wesentlich schnellere Fortbewegung und ist durch seine Bewaffnung in der Lage, Geschützstellungen und gegnerische Soldaten im Außengelände auszuschalten. Einrichtungen und versperrte Passagen werden vom Squad anschließend zu Fuß erkundet. Der Spieler steuert seinen Charakter direkt aus einer Third-Person-Perspektive, während die beiden anderen Gruppenmitglieder KI-gesteuert folgen. Der Spieler kann jederzeit volle Kontrolle über die Fähigkeiten und Ausrüstung seiner Begleiter ausüben. Kämpfe verlaufen in Echtzeit, können jedoch bei Bedarf unterbrochen werden, bspw. um Befehle an die Begleiter zu geben, Waffen zu wechseln oder spezielle Ausrüstungsgegenstände wie Erste-Hilfe-Kästen zu benutzen. Stirbt Shepard im Verlauf einer Mission, ist das Spiel beendet. Gleiches gilt bei der Zerstörung des Makos.
Die Haupthandlung verteilt sich auf sechs Planeten und die Raumstation Citadel. Daneben können jedoch im Zusammenhang mit optionalen Nebenmissionen zahlreiche weitere Planeten erkundet werden. Während die überwiegende Zahl der optionalen Erkundungsmöglichkeiten auf generischen, frei begehbaren Planetenoberflächen nebst diverser Einrichtungen stattfinden, bestehen die Planeten der Hauptmissionen aus individuell gestalteten, jedoch stark linear aufgebauten Leveln.
Ein weiterer Hauptaspekt des Spiels sind die filmartig inszenierten Dialoge. Anders als in vorherigen Spielen verwendete BioWare erstmals keine Auswahl kompletter Dialogzeilen, sondern lediglich Stichwörter, die den Sinn einer möglichen Antwort andeuten. Die Wahl des Spielers in den Dialogen hat Einfluss auf die Wahrnehmung Shepards in der Spielwelt. Der Spieler hat die Wahl zwischen einer gemeinschaftsorientierten oder einer egozentrierten, bisweilen brutalen Auftrittsweise. In der Interaktion mit den Begleitern kann sich in einigen wenigen Fällen das Verhältnis zu Shepard verändern, was in einigen Fällen zu einer romantischen Beziehung zu Shepard oder in einem anderen Fall zur Abkehr des Charakters von der Gruppe führen kann. In einigen Missionen können in Abhängigkeit von den entsprechenden Talentwerten über das Einschüchtern oder Überreden von Charakteren alternative Lösungswege eröffnet werden. Alle Dialoge sind vollvertont, einschließlich der Antworten der Spielfigur Shepard.

## Entwicklung
Mass Effect wurde von BioWare am 4. Oktober 2005 in Amsterdam auf Microsofts Hausmesse X05 exklusiv für Xbox 360 angekündigt. Bereits bei Ankündigung gab BioWare bekannt, dass das Spiel der Beginn eines auf drei Titel angelegten Handlungsbogens werden soll. Weiterhin wurde die Verwendung der Unreal Engine 3 bekanntgegeben.
Nach der Übernahme BioWares durch Electronic Arts kündigte der neue Mutterkonzern am 12. Februar 2008 eine Portierung des Spiels auf den PC an. Die Portierung wurde in Zusammenarbeit mit dem amerikanischen Entwickler Demiurge Studios durchgeführt, die Arbeiten begannen bereits während der Endphase der Xbox-Version. Für die PC-Version wurde die Grafik verbessert, sowie die Bedienung des Inventars und der Aufbau des Befehlsmenüs an Maus und Tastatur angepasst. Ein neues Minispiel ersetzte das bisherige Tastenkombinationsspiel beim Dechiffrieren von Schlössern, die Steuerung des Makos wurde von der Kamera entkoppelt und das Speichern von Spielständen während Gefechten ermöglicht.
Das Konzept des Spiels wurde unter anderem von dem Science-Fiction-Genremix Starflight des Entwicklers Binary Systems aus dem Jahr 1986 beeinflusst. Das Design des Spiels bezog außerdem Einflüsse aus dem Film Final Fantasy: Die Mächte in dir, insbesondere beim Raumschiffsdesign der Normandy und den im Spiel gezeigten leuchtenden grafischen Benutzeroberflächen. Ein besonderer Schwerpunkt des Spiels ist das sogenannte Cinematic Design, die filmartige Inszenierung von Dialogen mit Hilfe von Synchronisation, Musik, animierten Spielfiguren (insbesondere Gesichtsanimationen) und unterschiedlichen Kameraperspektiven. Das Cinematic Design steht in der Tradition filmartig inszenierter Spiele wie Another World, Wing Commander, Rebel Assault und Half-Life. Hierfür wurde eine eigene Entwicklungsabteilung eingerichtet, bei der es sich eigenen Angaben zufolge weltweit um die erste Spezialabteilung in diesem Bereich handelte.
In den USA erhielt das Spiel vor allem aufgrund der teilweise sichtbaren Nacktheit durch das ESRB lediglich eine Einschätzung als Mature, was einer Altersempfehlung ab 17 Jahren entspricht.

## Soundtrack
Der Soundtrack wurde von Jack Wall, Sam Hulick, Richard Jacques und David Kates komponiert und von Sumthing Else Music Works im März 2009 veröffentlicht. Er enthält 37 Musikstücke, einschließlich des von der kanadischen Rockband Faunts gespielten Abspanntitels „M4 P2“. Nach Pressemitteilungen wurde die Musik von klassischen Sci-Fi-Filmen, wie beispielsweise Blade Runner und Dune inspiriert.

## Rezeption
Innerhalb von drei Wochen nach Verkaufsstart verkaufte sich die Xbox-Fassung bereits mehr als eine Million Mal.
Bei der Verleihung der Interactive Achievement Awards 2008 der Academy of Interactive Arts & Sciences wurde Mass Effect als Bestes Rollenspiel des Jahres ausgezeichnet. Nominiert war es zudem in den Kategorien Konsolenspiel des Jahres, Beste Handlung und beste Character Performance.
Seit Mass Effect gehört das Cinematic Design als Schwerpunkt zu allen Spieleentwicklungen BioWares, bspw. im MMORPG Star Wars: The Old Republic. Das Dialograd wurde u. a. in dem ebenfalls von BioWare entwickelten Rollenspiel Dragon Age 2 übernommen, die Dialoginszenierung angeglichen. Auch das von Obsidian Entertainment entwickelte und 2010 veröffentlichten Spionage-Action-Rollenspiel Alpha Protocol weist in der Inszenierung der Dialoge deutliche Parallelen zu Mass Effect auf.

### Kopierschutz-Kontroverse
Am 3. Mai 2008 wurde bekannt, dass die PC-Version von Mass Effect die neueste SecuROM-Version verwenden werde und zusätzlich das Spiel online aktiviert werden müsse. Die Aktivierung solle nur dreimal möglich sein, zusätzlich werde das Spiel erneut alle zehn Tage automatisch online verifiziert werden müssen.
Es folgte ein Sturm der Entrüstung über diese stark restriktiven Maßnahmen bis hin zu Boykott-Aufrufen. Daraufhin reagierte Bioware und ließ verlauten, dass das Spiel nun doch nicht alle zehn Tage automatisch Kontakt zum Server aufnehmen müsse, die limitierte Zahl der Aktivierungen aber bestehen bleibe und man sich an den Support wenden müsse, falls durch spezielle Gründe (z. B. häufig wechselnde Hardware) die Aktivierungen doch nicht ausreichen sollten.
Anfang April 2009 veröffentlichte Electronic Arts schließlich ein Deautorisierungs-Tool, mit dem die Aktivierung einer Spiel-Installation vorübergehend entfernt und die Aktivierung dem Konto wieder gutgeschrieben werden kann. Um eine Deautorisierung durchzuführen, ist ebenso wie zur Aktivierung eine Internetverbindung erforderlich.
Durch massive Kundenproteste, die sich gegen mehrere in diesem Zeitraum erschienene EA-Spiele mit Aktivierungszwang richteten, sah sich der Publisher EA veranlasst, Mass Effect 2 ohne Aktivierungszwang zu veröffentlichen. Als Kopierschutz dient eine einfache DVD-Abfrage.

### Frauenbild-Kontroverse
Für Kontroversen sorgte eine Aussage der Autorin Cooper Lawrence in der Sendung „The Live Desk With Martha MacCallum“ des amerikanischen Senders Fox News am 21. Januar 2008. In Unkenntnis des Spiels und lediglich anhand einer einzelnen Zwischensequenz im Rahmen der Liara-Romanze warf sie den Entwicklern vor, Frauen auf Lustobjekte zu reduzieren. Weiterhin wurde in der Sendung die Behauptung aufgestellt, das Spiel enthalte Nacktszenen, zeige explizit sexuelle Handlungen und mache diese Jugendlichen zugänglich. Publisher Electronic Arts sah sich daher genötigt, in einem offenen Brief an den Sender die geäußerten Falschaussagen klarzustellen. In der Folge wurden auch Lawrence' Bücher von wütenden Fans des Spiels auf dem Verkaufsportal Amazon.com massiv mit negativen Wertungen versehen. Die Autorin entschuldigte sich schließlich wenige Tage nach der Sendung für ihre Aussage.

## Downloaderweiterungen

### Kollisionskurs
Die Erweiterung wurde am 10. März 2008 für Xbox 360 und am 5. Juni 2008 für PC veröffentlicht. Sie fügt der Galaxienkarte im laufenden Spiel ein weiteres erkundbares Sonnensystem mit einer neuen Nebenmission hinzu. Shepard muss darin verhindern, dass Terroristen vom Volk der Batarianer einen Asteroiden auf den von Menschen kolonisierten Planeten Terra Nova lenken. Die PC-Fassung der Erweiterung wurde im Gegensatz zur Xbox kostenlos veröffentlicht.

### Pinnacle Station
Die Erweiterung wurde am 25. August 2009 für Xbox 360 und PC veröffentlicht. Shepard erhält die Einladung auf eine geheime Raumstation der Allianz. In Form von Arenakämpfen kann Shepard dort 13 Kampfmissionen absolvieren, die dem Ziel dienen, den Turianer Vidinos von den Kampffähigkeiten der Menschen zu überzeugen. Der DLC wurde von den Demiurge Studios für BioWare entwickelt.

## Nachfolger

### Mass Effect 2
Mass Effect 2, der zweite Teil der Serie, führt die Geschichte um Shepard und die Bedrohung der Reaper weiter. Die Handlung knüpft dazu kurze Zeit nach den Ereignissen des ersten Teils an. Das Spiel erschien in Deutschland am 28. Januar 2010 zeitgleich für PC und Xbox 360. Die Version für die PlayStation 3 erschien in Deutschland am 20. Januar 2011.

### Mass Effect 3
Der abschließende Teil der Reapertrilogie erschien am 6. März 2012 in den USA und am 9. März 2012 in Europa. In Deutschland erschien das Spiel allerdings bereits am 8. März.
Als erstes Spiel der Serie beinhaltete Mass Effect 3 neben der Einzelspielerkampagne auch einen kooperativen Mehrspielermodus. Durch die optionale Spielfunktion Galaxy at War wurden Mehrspieler- und Einzelspielermodus außerdem miteinander verknüpft, sodass sich Erfolge im Mehrspielermodus positiv auf die finale Konfrontation der Einzelspielerkampagne auswirken.

### Sachbücher
- Casey Hudson, Derek Watts & Stephen Reichert: The Art of the Mass Effect Universe, Splitter Verlag 2014, ISBN 978-3-868-69759-9; englische Originalausgabe: Dark Horse Comics, Milwaukie 2012, ISBN 978-1-5958-2768-5.

### Belletristik
- Drew Karpyshyn, William C. Dietz: Mass Effect (Roman-Reihe) Panini Verlag, Stuttgart
  - Band 1: Die Offenbarung (Originaltitel: Revelation) 2007, ISBN 978-3-8332-1648-0 (Zeitlich vor Mass Effect 1 angesiedelt.)
  - Band 2: Der Aufstieg (Originaltitel: Ascension) 2008, ISBN 978-3-8332-1745-6 (Zeitlich zwischen Mass Effect 1 und 2 angesiedelt.)
    - Mass Effect Sammelband: Bd. 1: Die Offenbarung / Der Aufstieg 2018, ISBN 978-3-8332-3631-0
- Begleitende Promotionsveröffentlichung
  - Mass Effect: Genesis
Da das erste Mass Effect nie für PlayStation 3 erschien, enthielt Mass Effect 2 auf PS3 diesen speziell entwickelten interaktiven Comic. Er erzählt die Handlung des ersten Teils und bietet dem Spieler im Verlauf mehrere Handlungsmöglichkeiten an. So konnten auch PS3-Spieler auf solche Spielentscheidungen zurückgreifen, die bei den Fassungen für PC und Xbox 360 mit Hilfe eines alten Spielstandes aus dem Vorgänger importiert werden konnten.